# 皮斯科鼠海豚属
皮斯科鼠海豚属（学名：Piscolithax）是鼠海豚科下的一个已滅絕的属，生存於700至500萬年前的中新世時期。

## 下属物种
本属包括以下物种：
- 北方皮斯科鼠海豚 Piscolithax boreios Barnes, 1984
- 长吻皮斯科鼠海豚 Piscolithax longirostris Muizon, 1983
- 泰德福特皮斯科鼠海豚 Piscolithax tedfordi Barnes, 1984